# Raja
Raja – obraźliwe określenie używane przez Turków i sturczonych miejscowych wobec chrześcijańskich poddanych w okresie imperium osmańskiego (od XVII wieku).
Termin wywodzi się z języka arabskiego, rozpowszechnił się jednak w krajach pod panowaniem tureckim, zwłaszcza na Bałkanach. Oznacza chrześcijańską zbiorowość zależną od muzułmańskich władców – pod tureckim panowaniem chrześcijanie mieli mniejsze prawa niż wyznawcy islamu, np. płacili wyższe podatki. Tłumaczy się jako motłoch, tłuszcza lub nawet bydło.
Obecnie słowo jest używane w języku bośniackim i oznacza paczkę przyjaciół, kumpli.